# Иракл Александрийский
Епископ Иракл (Геракл, Иракла; др.-греч. Ἡρακλῆς, ум. 17 декабря 248, Египет) — епископ Александрийский (231—248), богослов. Первый епископ Александрийский, которого письменные источники называли Папой

## Биография
Когда Ориген в восемнадцать лет был вынужден из-за мученичества его отца и, как следствие, конфискации его товаров, начать преподавание грамматики (на короткое время) и философию, Иракл и его брат Плутарх были первые ученики молодого учителя. Ориген обращает их обоих в христианство, и Плутарх вскоре пострадал за веру, будучи первым из учеников Оригена, получивший мученический венец. Учился у Аммония Саккаса.
Был выбран Оригеном для помощи в преподавании в Александрийской школе. После изгнания из Александрии в 231 году епископом Димитрием Александрийским Оригена, Иракл стал главой школы.
После кончины Димитрия Александрийского был избран епископом Александрийским.
Ориген в 233 году пишет в Афинах автобиографическое письмо иерусалимскому епископу Александру, где говорит:

Когда я стал прилежно изучать Слово и пошла молва о моих занятиях, тогда ко мне стали приходить то еретики, то эллинские ученые, преимущественно философы, и я решил тогда основательно рассмотреть учения об истине и еретические, и философские. Это я сделал, подражая Пантену, как и Иракл, который ныне председательствует в совете священников в Александрии, и которого я нашел у учителя философских дисциплин; он упорно трудился у него за пять лет до того, как я стал заниматься у того же учителя. Под его влиянием он [Иракл] снял с себя обычную одежду, которую носил раньше, и принял облик философа, доныне сохраняемый; он не перестает по возможности заниматься и эллинскими науками.
— Евсевий. Церковная история. VI, 19, 13-14
Дионисий Александрийский в письме Филимону о крещении именует его Папой:

Это правило и этот образец я получил от блаженного папы нашего Иракла: он изгонял из Церкви бывших еретиков, от Церкви отделившихся, а еще более тех людей, которые от нее не отделялись, были, казалось, с ней вместе, но были уличены в посещении лжеучителей. Он не принимал их обратно, несмотря на их просьбы, пока они всенародно не излагали всего, что слышали от противников Церкви. Тогда он принимал их в общение и не требовал, чтобы они вторично крестились, ибо раньше они получили от него святое Таинство.
Оригинальный текст (др.-греч.)«τοῦτον ἐγὼ τὸν κανόνα καὶ τὸν τύπον παρὰ τοῦ μακαρίου πάπα ἡμῶν Ἡρακλᾶ παρέλαβον. τοὺς γὰρ προσιόντας ἀπὸ τῶν αἱρέσεων, καίτοι τῆς ἐκκλησίας ἀποστάντας, μᾶλλον δὲ οὐδὲ ἀποστάντας, ἀλλὰ συνάγεσθαι μὲν δοκοῦντας, καταμηνυθέντας δὲ ὡς προσφοιτῶντάς τινι τῶν ἑτεροδιδασκαλούντων, ἀπελάσας τῆς ἐκκλησίας, δεομένους οὐ προσήκατο, ἕως δημοσίᾳ πάντα ὅσα ἀκηκόασιν παρὰ τοῖς 2 Tim. 2, 25.ἀντιδιατιθεμένοις ἐξέφρασαν, καὶ τότε συνήγαγεν αὐτούς, οὐ δεηθεὶς ἐπ᾿ αὐτῶν ἑτέρου βαπτίσματος· τοῦ γὰρ ἁγίου πρότερον παρ᾿ αὐτοῦ τετυχήκεσαν.»
— Евсевий. Церковная история. VII, 7